# 朝鲜劳动党创建日
朝鲜劳动党创建日（朝鲜语：／ ) 是朝鲜一年一度的公共假期，以纪念1945年10月10日“朝鲜共产党中央委员会”的成立（西方称“朝鲜共产党北朝鲜分局”，且被普遍认为是朝鲜劳动党前身）。
建党日的地位与太阳节（金日成诞辰）、光明星节（金正日诞辰）和人民政權創建日（国庆节）相当。 

## 背景

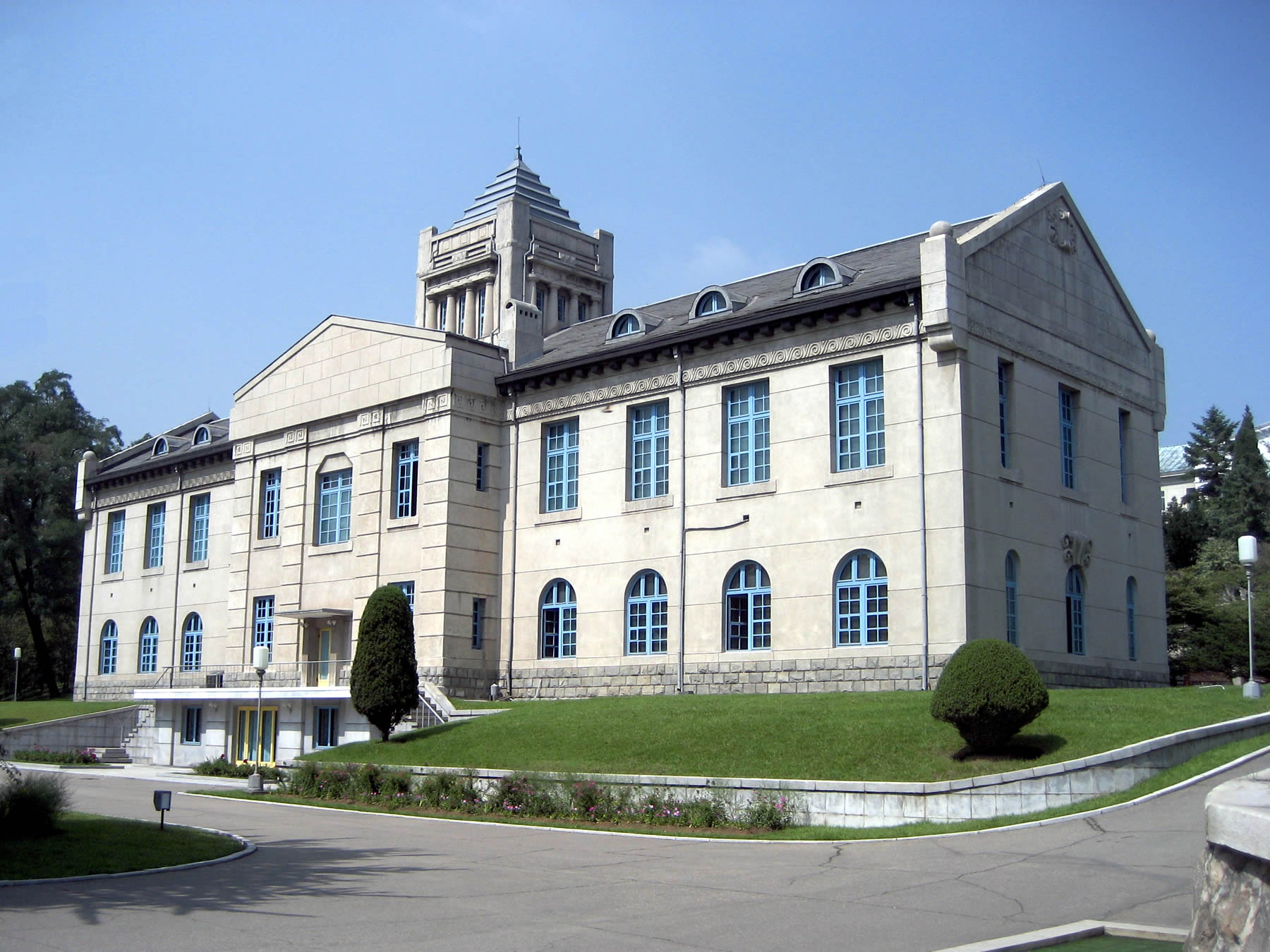
举行北朝鲜劳动党建立大会的建党事迹馆

朝鲜官方将1945年10月10日定为“朝共中央”成立日， 此机构被西方史学家称为“朝鲜共产党北朝鲜分部”。 
1945年10月10日，“朝鲜共产党西北五省党员大会”在平壤平安南道商品陳列所（建党事迹馆现址）举行。  10月13日，朝鲜共产党北朝鲜分局成立。金日成首次以政治力量出席此会。 金日成主张设立朝鲜局以便在美苏分占朝鲜半岛的情况下监督北朝鲜分部活动。 会议结束两个月后，金日成接任分部主席职位。不久后，分部与位于汉城的朝鲜共产党分离， 为北朝鲜政治力量铺平道路。 
北朝鲜分局是目前已知朝鲜劳动党的前身之一。分局于1946年8月改组为北朝鲜劳动党。而朝鲜劳动党直到1949年6月30日北朝鲜劳动党与南朝鲜劳动党合并后才正式成立。 

## 相关庆祝活动

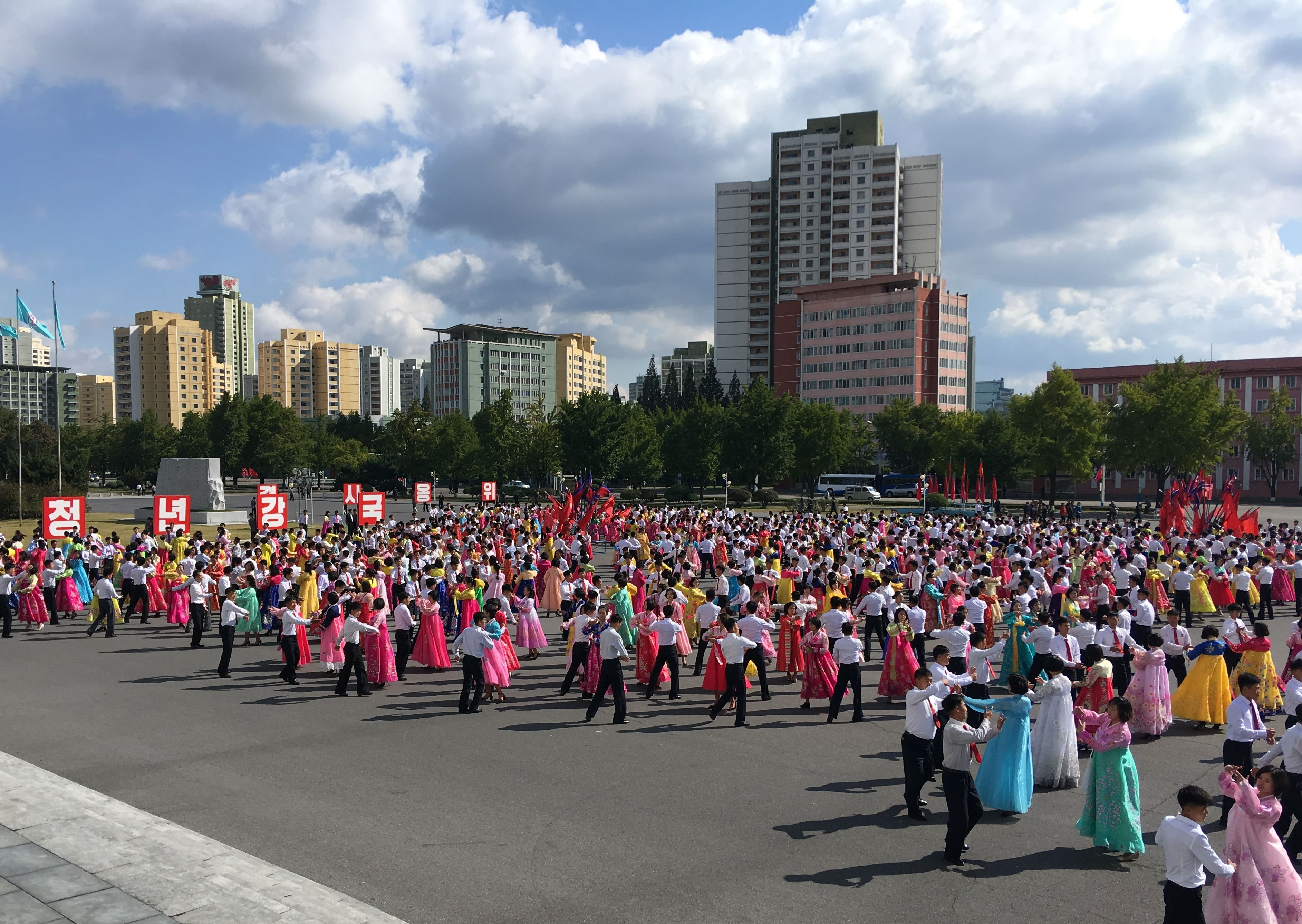
建党日当天在平壤举行的群众舞会

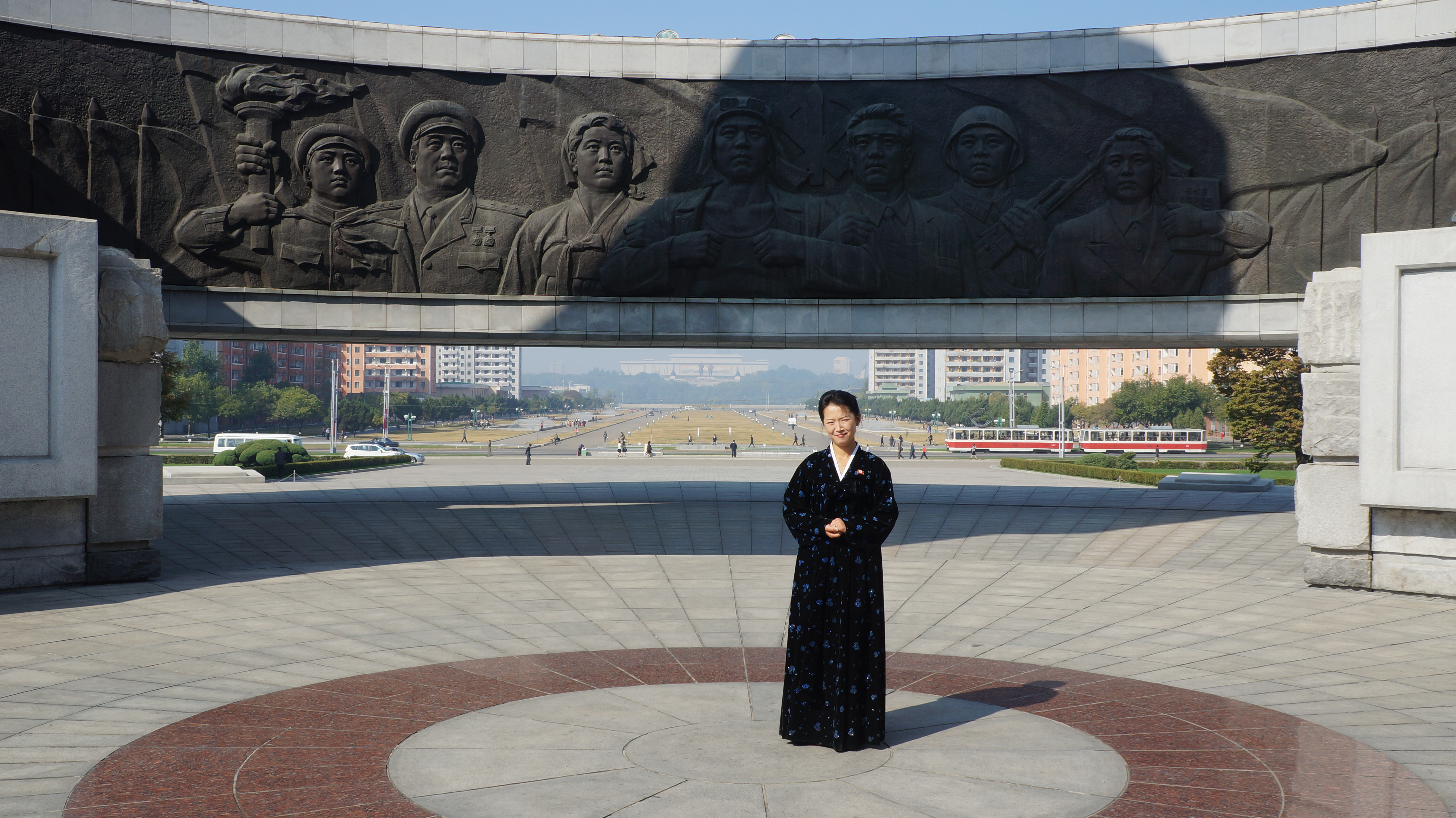
导游参观平壤建党纪念塔以纪念劳动党成立

庆祝活动诸如歌舞表演、晚会、演讲、革命历史讲座和演讲会，以及为金日成雕像献花。 政府亦会为民众分发平日难以取得的食物。分发的食品大多供不应求（例如食用油和零食）。 肉类可通过公共物资分配系统取得。 
尽管电力短缺，但发电系统不会在当日停摆。 朝鲜中央电视台会在当天转播庆典。 全国各地皆有庆祝（但主要活动多在平壤举行）。 这座城市多在白天举行群众游行和阅兵式。前往平壤参加庆祝活动的人数以百万计。 
庆祝活动包括朝鲜领导人正式访问錦繡山太陽宮（偶尔）。金正恩在2014年的缺席加剧民众对他长期缺席的猜测。这个传统并非强制（与金正恩相比，其父金正日只进行了两次）。  
朝鲜一般在建党日等重要纪念日完成大型建筑（项目）的施工。 例如1995年（建党50周年）举行的建党纪念塔揭幕仪式。 2015年庆祝成立70周年计划建成洗浦郡养殖基地和清川江发电厂 （后者在次月竣工）。 
银行、机关单位、零售商店与政府机构当日不会运作。 婚礼多于当天举行。

## 延伸阅读
- Chosŏn sanŏp nodong chosaso [Research Institute for Korean Industry and Labor] (编).  [The Correct Line]. Tokyo: Minjung sinmunsa. 1946: 30–48. OCLC 122860423  – minutes of the founding conference.
- Kim Il-sung. . Pyongyang: Foreign Languages Publishing House. 1975. OCLC 14062478  – Kim Il-sung's speech at the founding conference.
- Tertitskiy, Fyodor. . NK News. 10 October 2017  [2021-07-19]. （原始内容存档于2021-11-10）.